# Mircea Moldovan
Mircea Moldovan († 16. Januar 2016) war ein rumänischer Fußballspieler.

## Sportlicher Werdegang
Moldovan, dessen Spitzname „Bobby Charlton“ lautete, spielte zwischen 1965 und 1972 für Olimpia Satu Mare. Später lief er für den Lokalrivalen Someșul Satu Mare auf.